# Perfect Insanity (canción)
«Perfect Insanity» es una canción de la banda estadounidense de heavy metal Disturbed. Fue lanzado el 6 de mayo de 2008 como el segundo sencillo de su cuarto álbum de estudio Indestructible (2008). La canción fue escrita originalmente por la banda antes de su primer álbum The Sickness (2000), y fue lanzada previamente en el documental de la banda, M.O.L., como una pista de demostración con un video musical. La banda volvió a grabar la canción en 2007 y la lanzó en Indestructible. También aparece en el videojuego WWE SmackDown vs. Raw 2009 y es una pista descargable en la serie Rock Band.
Un título alternativo para la canción, como se ve en el folleto del CD Indestructible, es "Condemnation".

## Temas
Según el vocalista David Draiman, el significado de la canción es "tocar con la idea de la locura. Abordar el tema desde la perspectiva del individuo que está [loco] y advertir a las personas que lo rodean, en particular a sus intereses amorosos, sobre sus tendencias psicóticas".

## Video musical
No se ha publicado ningún vídeo musical de la versión regrabada de esta canción. Sin embargo, en el documental casero de la banda, M.O.L., se puede ver un vídeo musical antiguo, realizado en 1998. El vídeo muestra al vocalista David Draiman, encerrado en una habitación, con una camisa de fuerza. Mientras intenta liberarse, el vídeo muestra a la banda tocando de diversas formas en un escenario, entre clips de Draiman tratando de escapar de la camisa de fuerza. Cuando la canción termina, el vídeo cambia a una escena de un cementerio, lo que implica que Draiman había muerto demente.